# Invocation of My Demon Brother
Invocation of My Demon Brother (de 1969) é um filme experimental de 11 minutos, dirigido, editado e fotografado por Kenneth Anger. A música foi composta por Mick Jagger, famoso por ser o vocalista dos Rolling Stones.
Este filme foi filmado na cidade de San Francisco, no "Teatro Straight" e também no antigo "Russian Embassy".
De acordo com o próprio Kenneth Anger, este filme foi montado a partir de pedaços da primeira versão do filme Lucifer Rising, também do diretor.O filme traz cenas de todo o elenco fumando, e traz também cenas de uma cerimônia satânica para um gato de estimação.
Invocation of My Demon Brother ganhou um prêmio do Film Culture pela quinta vez, que foi para o diretor Kenneth Anger.

## Elenco
- Speed Hacker - Portador da varinha
- Kenneth Anger - Mago
- Anton LaVey - Sua majestade satânica
- Lenore Kandel - Diaconisa
- William Kandel - Diácono
- Bobby Beausoleil - Lúcifer
- Harvey Bialy e Timotha Bially - Irmão e Irmã do Arco-íris
- Van Leuven - Coroinha